# Заїка Павло Вікторович
Павло́ Ві́кторович Заї́ка (1908 , Чернігівська губернія, Російська імперія  — 5 липня 1942 , Старий Оскол, Курська область ) — український радянський партійний діяч. Депутат Верховної Ради УРСР першого скликання (1940—1942).

## Біографія
Народився 1908 року в бідній селянській родині на Чернігівщині. У 1925 році став членом комсомолу. Перебував на керівній комсомольській та партійній роботі в Чернігові.
Член ВКП(б) з 1931 року. Закінчив Курси пропагандистів при ЦК КП(б) України.
З червня по листопад 1939 року — 3-й секретар Кам'янець-Подільського обласного комітету КП(б) України.
У вересні — листопаді 1939 року — працював у Тимчасових управліннях міст Станіслава та Львова.
Після приєднання Західної України до УРСР, постановою Політбюро ЦК КП(б) України (№ 860-оп) 27 листопада 1939 року Заїка був призначений 3-м секретарем Дрогобицького обласного комітету КП(б)У.
1940 року був обраний депутатом Верховної Ради УРСР першого скликання по Миколаївському виборчому округу № 323 Дрогобицької області.
У листопаді 1939 — червні 1941 року — 3-й секретар Дрогобицького обласного комітету КП(б) України.
З червня 1941 року — учасник німецько-радянської війни. Служив начальником політичного відділу 45-ї стрілецької дивізії. Пропав безвісти 6 червня 1942 року. Загинув 5 липня 1942 року, похований у братерській могилі № 31 на галявині Гуменного лісу на південно-західній околиці міста Старий Оскол, тепер Бєлгородської області Росії.

## Звання
- старший батальйонний комісар